# Stay (film)
Stay är en amerikansk dramafilm från 2005, regisserad av Marc Forster och skriven av David Benioff. I huvudrollerna ser vi Ewan McGregor, Ryan Gosling, Naomi Watts och Bob Hoskins.
Filmen hade biopremiär i Sverige den 21 juni 2006, utgiven av 20th Century Fox.

## Handling
Filmen börjar med en bilolycka på Brooklyn Bridge, och Henry Letham (Ryan Gosling), som tycks ha överlevt olyckan, sitter bredvid en brinnande bil på bron.
Psykiatern Sam Foster (Ewan McGregor) och hans flickvän Lila (Naomi Watts) diskuterar en av hans patienter, Henry, en collegestudent och konstnär, som han beskriver som deprimerad och paranoid. Henry hör röster ibland, och tycks kunna förutspå framtiden. Henry har berättat att han ska begå självmord följande lördag vid midnatt, vilket bekymrar Sam. Lila, som är en konstlärare som överlevt ett självmordsförsök, erbjuder sig att försöka få Henry att inte ta sitt liv. Men de måste hitta Henry.
Sam vill hjälpa Henry och söker därför upp hans mor. Hon bor i ett tomt hus med hunden Olive. Hon verkar tro att Sam är Henry och hon blöder från huvudet. Hunden attackerar Sam och biter honom i armen. Sam får armen omskött på ett sjukhus och han talar med en polis. Han berättar att han besökt Henrys mor, och berättar att hon blödde från huvudet. Polisen menar att kvinnan i huset är död.
Sam Foster kontaktar en servitris (Elizabeth Reaser) som Henry förälskat sig i. Hon är teaterstuderande och repeterar Hamlet med en annan man. Hon säger att hon ska ta med Sam till Henry men leder honom nedför spiraltrappor och försvinner sedan. När han kommer tillbaka till teatern läser hon samma repliker som hon läste tidigare.
I en bokhandel som Henry brukade besöka finner Sam en tavla som Henry målat. Bokhandlaren berättar att han bytt till sig tavlan i utbyte mot böcker om Henrys favoritkonstnär, som tagit sitt liv på Brooklyn Bridge på sin 21-årsdag. Henrys 21-årsdag är på söndagen och Sam inser att Henry planerar att ta sitt liv på Brooklyn Bridge precis som konstnären. Sam finner Henry på bron. Henry stoppar en pistol i munnen och trycker av.
Filmen återvänder till den första scenen, med bilolyckan. Henry är den enda överlevande, men är dödligt skadad. Han drabbas av skuldkänslor för att han överlevt. Alla av rollfigurerna tidigare i filmen var i själva verket åskådare vid olycksplatsen, även Sam, en läkare, och Lila, en sjuksköterska som försöker rädda Sam. De misslyckas och Henry avlider, men innan dess finner han lite tröst i att Lila, som han tror är hans flickvän, svarar ja på hans frieri.
Hela filmen fram till Henrys död hade endast utspelat sig i hans huvud under hans sista stund i livet (en handling som användes i novellen An Occurrence at Owl Creek Bridge). Innan Sam och Lila skiljs åt får Sam en bild i huvudet av sådant som hänt i Henrys tankar och frågar om Lila vill fika med honom.

## Om filmen
Premiären av filmen skedde först i Brasilien på Rio de Janeiro International Film Festival den 24 september, 2005, följt av USA först i Iowa City, Iowa den 18 oktober och i hela USA den 21 oktober, 2005.

## Rollista (i urval)
- Ewan McGregor – Sam Foster
- Ryan Gosling – Henry Letham
- Kate Burton – fru Letham
- Naomi Watts – Lila Culpepper
- Elizabeth Reaser – Athena
- Bob Hoskins – Dr. Leon Patterson
- Janeane Garofalo – Beth Levy
- B.D. Wong – Dr. Ren
- Becky Ann Baker – läkare/kock
- Amy Sedaris – Toni